# Merrick Point
Merrick Point är en udde i Antarktis. Den ligger i Västantarktis. Inget land gör anspråk på området.
Terrängen inåt land är kuperad åt sydväst, men österut är den platt. Havet är nära Merrick Point åt nordost. Trakten är obefolkad. Det finns inga samhällen i närheten.